# Mesjid Yaman
Mesjid Yaman is een bestuurslaag in het regentschap Pidie van de provincie Atjeh, Indonesië. Mesjid Yaman telt 766 inwoners (volkstelling 2010).